# خیارسرخپوستی‌واران
خیارسرخپوستی‌واران (نام علمی: Medeoloideae) نام یک زیرخانواده از تیره سوسنیان است.